# 牧場物語 コロボックルステーション
『牧場物語 コロボックルステーション』は、マーベラスインタラクティブから2005年3月17日に発売された同社初のニンテンドーDS専用のシミュレーションゲームである。

## 概要
本作の舞台はわすれ谷。「コロボックルステーション」とは、コロボックルたちが運営している放送局のこと。ある日、女神様と魔女様の口論によりコロボックルたちは異世界に散ってしまう。牧場経営や日常生活を送りつつ、コロボックルたちを助け出すことが本ゲームの目的となる。
ニンテンドーDSのゲームボーイアドバンスのスロットに『牧場物語 ミネラルタウンのなかまたち』や『牧場物語 ミネラルタウンのなかまたち for ガール』を差し込むことによって、新しいイベントが起きる仕掛けがある。
ガールズバージョンが別途で作られた最後の作品であり、以後のシリーズでは男女選択方式で原則標準化されている。

## 牧場物語 コロボックルステーション for ガール
『牧場物語 コロボックルステーション for ガール』は、マーベラスインタラクティブから2005年12月8日に発売されたニンテンドーDS専用のシミュレーションゲーム。『コロボックルステーション』における主人公が女の子に変更されたものである。
女の子版限定のキャラクター、シュタイナーが追加されたり、結婚をせず、4人の女の子（女神様・魔女様・キララ・レタス）と大親友となって過ごすことも可能となった（この場合は結婚ができない）。
仕事をサボっていた主人公を一人前の牧場主にすることをあきらめかけていた女神様。その事を注意した神様に女神がハゲチャビンといい、神様を怒らせてしまう。怒った神様は女神を石に、コロボックルたちを異世界に散らしてしまう。女神を救うため牧場経営や日常生活を送りつつ、コロボックルたちを助け出すことが本ゲームの目的となる。
主人公は『ワンダフルライフ for ガール』の主人公か、『ミネラルタウンのなかまたち for ガール』の主人公から選択できる。

## コロボックル・女神様救出方法
- 指定場所を調べたり、作業を一定回数こなすとコロボックルを救出できる。
- コロボックルを60匹救出すると女神様を救出できる。
- コロボックルは全部で101匹存在する。

作業例
- 卵を100個出荷する。
- 切り株を15個切る。
- 水くみ場を調べる。
- コロボックルを20匹救出する。
- 1000個以上の作物を出荷する。
- 水くみ場で水を10回汲む。

## 農業
畑を耕作し、耕した土地に種を撒き、農作物を育てる。それを収穫し出荷することは、ゲームで最も基本的な収入を得る方法である。
春はカブ、ジャガイモ、イチゴ、キャベツ、夏にはトマト、パイナップル、秋にはさつまいもなどを育てることができる。また、同じ耕地に2回種を蒔く事でレベルアップした作物を育てられる。作物のレベルは1から100まで。種は雑貨屋や農場でお金を使って買うこともできるし、カジノでメダルを使って買うこともできる。

## 飼育
小屋で鶏、あひる、牛、ひつじの家畜を飼育できる。祭りで優勝すると出荷物のレベルが上がる。またそのレベルは子供に受け継がれていく。出荷レベルは1から100まで。
鶏
鶏小屋に最大4羽まで飼える。健康状態だと毎日1個ずつ卵を産む。放牧すればえさやりの必要が無い。
アヒル
鶏小屋に最大4羽まで飼える。飼うためには池が必要。健康状態だと2日に一度卵を産む。放牧すればえさやりの必要が無い。
牛
小屋に最大4頭まで飼える。健康状態だと毎日牛乳が取れる。牧草が生えている時に放牧すれば、えさやりの必要は無い。
羊
小屋に最大4頭まで飼える。健康状態だと5日に一度毛が刈れる。牧草が生えている時に放牧すれば、えさやりの必要は無い。

## 発掘
マップの右上のあたりに鉱石場があり、そこで採掘をすることができる。鉱石場には、初級・中級・上級・最上級がある。
- 初級
  - 初級は10階まであり、割と簡単である。
  - 取れる鉱石で特に貴重なものはない。
- 中級
  - 255階まで
  - 255階に伝説の剣があり、それを使うと滝の横にある岩を壊すことができる。
- 上級
  - 999階まで
  - 呪いの道具や呪いの装備品などが取れる。賢者の石もここで取れる。
  - 255階にきららがいる
- 最上級
  - 65535階まで
  - 1000階ごとに黒主人公が現れる。
  - すてきを全部集めて65535階まで行くと、願いを女神様が叶えてくれる。尚、叶えてくれる夢は選べない

## 増築
飼い葉、木材、石材、黄金の資材で家の増築および小屋などの建設ができる。材料が弱いと、台風や大雪で倒壊してしまう恐れがある。それが動物小屋、とり小屋だと、中にいる動物は全て死んでしまう。

## 結婚
以下の条件を満たすと結婚できる。
- コロボックルを60匹救出する。
- 相手のハートを赤にする。
- 通販で大きいベッドを購入する。
- 雑貨屋で青い羽を購入する。
- 全ての条件を果たしたら、相手に青い羽を渡し、プロポーズをする。
- 恋愛イベントを全てする。

## 子供
結婚すると子供が生まれる。男の子版では息子だけだが、女の子版では娘も生まれることがある。